# كاثرين تي. هووبر بريسكوت
كاثرين تي. هووبر بريسكوت (بالإنجليزية: Katherine T. Hooper Prescott)‏ (17 يونيو 1851 - 8 يناير 1926)؛ كاتِبة وشاعرة أمريكية.